# Куррьер, Рассел
Рассел Куррьер (англ. Russell Currier; род. 26 июня 1987, Карибу, Мэн) — американский биатлонист, участник Зимних Олимпийских игр 2014 года.
После окончания сезона 2017/2018 завершил карьеру.

## Биография
Рассел родился 18 июня 1987 года в Соединённых Штатах Америки, проживает в  американском Стокгольме, что находится в штате Мэн, а тренируется в Форт-Кенте.
Во время Чемпионата мира среди юниоров в 2007 году в Мартелло занял 36-е место в спринте, тридцать третье место в индивидуальной гонке, шестнадцатое место в эстафете.
На Чемпионате мира по биатлону 2008, проходящего в шведском Эстерсунде, где Рассел занял 17-е место в смешанной эстафете, а также 79-е место в индивидуальной гонке. Через год, уже на Чемпионате мира по биатлону в южнокорейском Пхёнчхане, его лучшим результатом стало 18 место в смешанной эстафете, а в личных гонках — 56 место в гонке преследования.
Первым стартом на Кубке мира по биатлону 2008/2009 стала индивидуальная гонка, где Рассел занял 108-е место. В этом сезоне его лучшим результатом спортсмена стало 56-е место в индивидуальной гонке на этапе Кубка мира по биатлону 2008/2009 в Пхёнчхане.
В январе 2012 года, спортсмен достиг лучшего результата в карьере. Это шестое место в спринте, проходящего в чешском Нове-Место.

## Медальный зачёт
| Место проведения  | Масс-старт | Спринт | Пасьют | Инд. гонка | Эстафета | См. ЭстСафета |
| ----------------- | ---------- | ------ | ------ | ---------- | -------- | ------------- |
| Россия, Сочи 2014 | —          | 61     | —      | 50         | —        | —             |